# Bornasco
Bornasco (Burnasch in dialetto pavese) è un comune italiano di 2 666 abitanti della provincia di Pavia in Lombardia. Si trova nel Pavese settentrionale, alla destra dell'Olona.

## Origini del nome
Il nome del paese riflette la dicitura dialettale burnàsc che potrebbe riferirsi al nome latino di persona Burrenus o Burnum.

## Storia
Il luogo più antico del territorio di Bornasco è Settimo, il cui nome indica la distanza di sette miglia da Pavia in epoca romana. Il territorio appartenne a Pavia fin dalle epoche più antiche, ma in epoca viscontea fu costituito il Vicariato di Settimo, che fu posto sotto la diretta giurisdizione di Milano. Il Vicariato comprendeva i territori degli attuali comuni di Bornasco e di Zeccone. Fino al 1756 rimase aggregato alla provincia del Ducato di Milano (di cui costituiva un profondo saliente incuneato nella Campagna pavese), poi venne unito alla provincia di Pavia. Nel 1441 il Vicariato di Settimo, già dei Barbavara dal 1396, fu infeudato al condottiero Guido Torelli, rimanendo ai suoi discendenti (di una linea diversa da quelle dei Marchesi di Casei); Guido Galeotto I divenne Conte del Vicariato di Settimo nel 1495; la linea si estinse nel 1597 (un ramo collaterale mantenne Zeccone). Il feudo passò poi ai Mendoza, ai Manriquez de Mendoza (1693) e infine ai Secco-Comneno (1769).
Nell'ambito del Vicariato di Settimo, Bornasco costituì un comune noto almeno dal XV secolo. Nel 1872 vennero aggregati a Bornasco i soppressi comuni di Gualdrasco, Corbesate e Misano Olona. Tra il 1928 e il 1947 fu unito a Bornasco anche il comune di Zeccone.
- Gualdrasco (CC E231), noto fin dal XII secolo, quando apparteneva alla Campagna pavese, fece poi parte del Vicariato di Settimo. Nel XVIII secolo era infeudato ai Beccaria di Milano. Nel 1872 il comune fu soppresso e unito a Bornasco.
- Misano (CC F245), noto forse fin dal XII secolo, fece parte del Vicariato di Settimo. Nel XVIII secolo non era infeudato. Nel 1863 prese il nome di Misano Olona. Nel 1872 il comune fu soppresso e unito a Bornasco.
- Corbesate (CC C985), noto fin dal XII secolo come Corbexago, quando apparteneva alla Campagna pavese, fece poi parte del Vicariato di Settimo. Nel 1841 venne aggregato a Corbesate il soppresso comune di Settimo. Nel 1872 il comune fu soppresso e unito a Bornasco.
- Settimo fu a lungo il centro principale del territorio; il suo feudo comprendeva anche Bornasco e Corbesate. Nel 1841 il comune di Settimo, ormai molto decaduto, fu unito a Corbesate.

### Simboli
Lo stemma è stato concesso con regio decreto del 2 ottobre 1930.
Il gonfalone, concesso con D.P.R. del 4 marzo 2002, è un drappo di azzurro.

## Monumenti e luoghi d'interesse
- Chiesa Parrocchiale della Beata Vergine Assunta: costruita nei primi anni del '600, assunse l'aspetto attuale solo nel corso del '700. La parrocchia fu eretta del 1609[9].
- Castello Barbavara 1396 concesso da Gian Galeazzo Visconti in feudo a Francesco Barbavara,

## Società

### Evoluzione demografica
- 210 nel 1751
- 770 nel 1780
- 257 nel 1805
- 784 nel 1807
- 800 nel 1822
- 163 nel 1853
- 211 nel 1859[10]

Abitanti censiti

### Etnie e minoranze straniere
Al 31 dicembre 2010 i cittadini stranieri residenti nel comune di Bornasco sono in totale 142 abitanti di cui 70 Europei, 35 Africani, 22 Americani e 15 Asiatici.
Le etnie maggiori sono:
| Paese   | Popolazione (2010) |
| ------- | ------------------ |
| Romania | 42                 |
| Egitto  | 19                 |

## Cultura

### Istruzione
Nel comune è presente la scuola materna e la scuola elementare. La scuola media più vicina è localizzata presso il comune di San Genesio ed Uniti, situata a circa 5,4 km.

### Eventi
Ogni anno, nella domenica dopo Pasqua, dal 1974 a Bornasco si tiene la Sagra delle rane, evento durante il quale le rane vengono cucinate secondo diverse ricette mentre il pubblico più giovane può intrattenersi con giostre e giochi a tema.